# Marinemusikkorps Nordsee

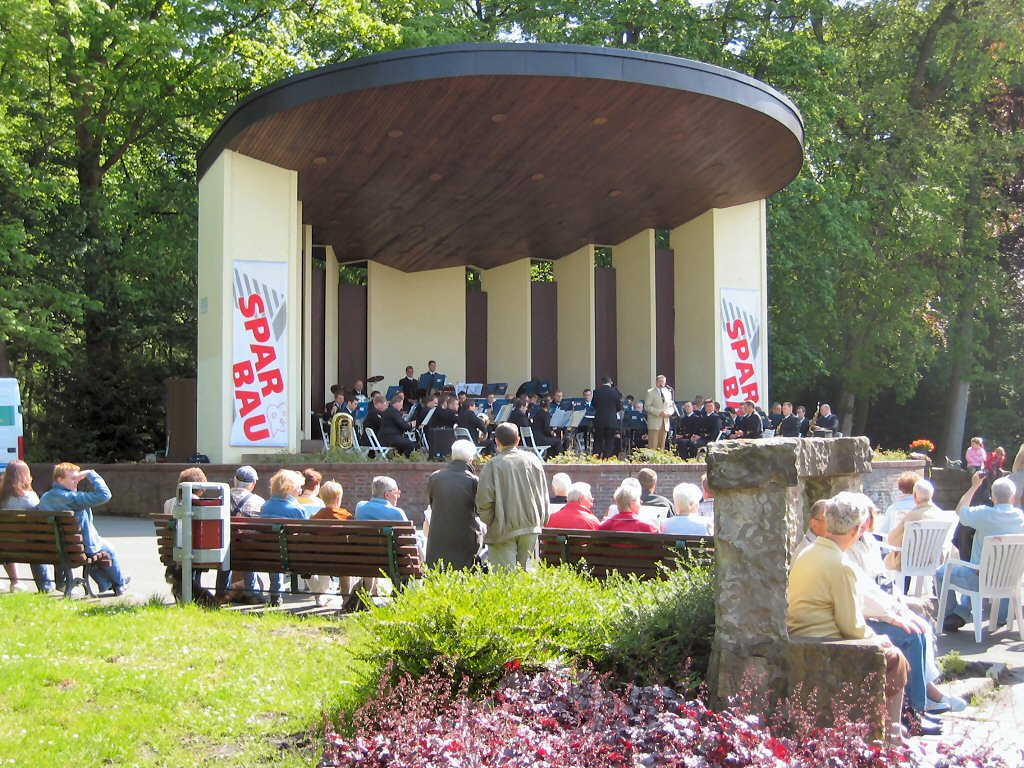
Das Marinemusikkorps Nordsee eröffnet 2007 die Kurkonzertsaison in der Musikmuschel des Wilhelmshavener Kurparks

Das Marinemusikkorps Nordsee gehörte zum Militärmusikdienst der Bundeswehr und bestand von 1956 bis 2014 in Wilhelmshaven. 2019 wurde als Nachfolger am Standort das Marinemusikkorps Wilhelmshaven aufgestellt.

## Aufgabe
Das Marinemusikkorps Nordsee trat überwiegend zur musikalischen Umrahmung militärischer Zeremonien in Niedersachsen auf und darüber hinaus bei anderen nationalen und internationalen Veranstaltungen mit dienstlichem Hintergrund. Dazu gehörten unter anderem Auftritte in Rundfunk und Fernsehen sowie bei Militärmusikfestivals. Insbesondere fiel ihm die Verabschiedung von Kriegsschiffen zu, die ab Wilhelmshaven auf große Fahrt gehen. Die Verbundenheit mit dem Standort Wilhelmshaven zeigte sich auch darin, dass das Marinemusikkorps Nordsee über viele Jahre traditionell das erste Konzert der Kurkonzertsaison der Stadt Wilhelmshaven am Muttertag im Kurpark eröffnete.

## Geschichte
Das Marinemusikkorps Nordsee trug seinen Namen seit seiner Aufstellung am 1. Juni 1956. Aus Mangel an Personal und Instrumenten in der Aufstellungszeit wurde die Spielfähigkeit zunächst zusammen mit dem Marinemusikkorps Ostsee in Kiel hergestellt. Bis 1958 war es in der Admiral-Armin-Zimmermann-Kaserne in Sengwarden stationiert, bevor es für den Rest seiner Dienstzeit in die Ebkeriege-Kaserne in Wilhelmshaven verlegt wurde.
Das Marinemusikkorps Nordsee unterstand zunächst dem Marineabschnittskommando Nordsee, dann von 1965 bis 1974 der Marinedivision Nordsee, und später dem Marineabschnittskommando West. 2011 wurde es dem Streitkräfteamt unterstellt, und war somit Teil der Streitkräftebasis. Im Rahmen der Neuausrichtung der Bundeswehr wurde 2011 beschlossen, die Anzahl der Musikkorps in der Bundeswehr zu reduzieren und das Marinemusikkorps Nordsee bis Ende März 2014 aufzulösen. Am 21. März 2014 wurde das Marinemusikkorps Nordsee mit einem militärischen Akt in der Admiral-Zimmermann-Kaserne in Sengwarden mit Wirkung zum 31. März 2014 außer Dienst gestellt. Das Einheitswappen und der Schellenbaum des Marinemusikkorps Nordsee wurden dem Deutschen Marinemuseum in Wilhelmshaven als Exponate zur Verfügung gestellt.

## Nachleben und Neuaufstellung des Musikkorps
Als die Auflösung des Marinemusikkorps Nordsee nahte, begann man nach ehemaligen Mitgliedern zu suchen, um gemeinsam weiter zu musizieren. Als Marinemusikkorps Nordsee der Ehemaligen wurden Konzerte gegeben, wobei das Bühnenbanner des aufgelösten Korps zum Einsatz kam. Dabei wurde auch die Forderung nach einem Musikkorps für Wilhelmshaven laut. Bei den Ehemaligen handelte es sich sowohl um im Ruhestand befindliche als auch in anderen Musikkorps musizierende Soldaten. Unter anderem rekrutierte sich aus letzterem teilweise der fünf Jahre später als Marinemusikkorps Wilhelmshaven in Dienst gestellte Nachfolger. Dieser übernahm die gleichen Aufgaben am gleichen Ort sowie die ehemaligen Übungsräume in der Ebkeriege-Kaserne als auch das eingelagerte Notenmaterial. Entsprechende Forderungen aus Politik, Militär und Bevölkerung hatten den Haushaltsausschuss des Bundestags zu dem Entschluss bewogen, dass Wilhelmshaven als größter Standort der Bundeswehr wieder ein Marinemusikkorps bekommt. Die Neuaufstellung  erfolgte im Oktober 2019. Wilhelmshaven ist damit der einzige Standort der Bundeswehr, bei dem die Auflösung des Musikkorps von 2014 wieder revidiert wurde. Die Wahl des Namens Marinemusikkorps Wilhelmshaven statt Marinemusikkorps Nordsee folgte der inzwischen stattgefundenen, generellen Umbenennung von 2014, bei der die regionalen Musikkorps den Namen ihrer Garnisonsstadt annahmen. Beispielsweise wurde analog das Marinemusikkorps Ostsee inzwischen in Marinemusikkorps Kiel umbenannt.

## Besetzungen
Das Marinemusikkorps Nordsee bestand neben dem großen Sinfonischen Blasorchester noch aus weiteren kleineren Besetzungen.
- Big Band
- Nordsee-Combo
- Blechbläserquintett
- Holzbläserquintett
- Bordkapelle

## Leitung
Die Leiter des Marinemusikkorps Nordsee waren:
| Zeitraum  | Dienstgrad       | Name              |
| --------- | ---------------- | ----------------- |
| 1956–1957 | Kapitänleutnant  | Hermann Schäfer   |
| 1957–1965 | Korvettenkapitän | Emil Curt Kunz    |
| 1965–1972 | Fregattenkapitän | Heinz Stärke      |
| 1972–1984 | Fregattenkapitän | Hermann Goldbeck  |
| 1984–2000 | Fregattenkapitän | Michael Wintering |
| 2000–2001 | Kapitänleutnant  | Karl Kriner       |
| 2000–2003 | Fregattenkapitän | Wolfgang Helm     |
| 2003–2014 | Fregattenkapitän | Lutz Bammler      |

## Tonträger
Das Musikkorps hat die CDs Internationale Marinemärsche, Kaleidoskop und Aus der Seemannskiste aufgenommen. Des Weiteren nahm das Musikkorps im Februar 2014 zusammen mit der Band U.D.O. das Album Navy Metal Night auf. Die Aufnahmen dazu stammen aus der Tuttlinger Stadthalle.